# Sangre de Toro (manzana)
Sangre de Toro es el nombre de una variedad cultivar de manzano (Malus domestica). Esta manzana es originaria de Galicia, está cultivada en la colección de árboles frutales y banco de germoplasma de Mabegondo con el N.º 72; ejemplares procedentes de esquejes localizados en Doroña, lugar de la parroquia de Castañeda (La Coruña).

## Sinónimos
- "Manzana Sangre de Toro",[4][5]
- "Maceira Sangre de Toro".

## Características
El manzano de la variedad 'Sangre de Toro' tiene un vigor de poco vigoroso, muy productivo. Tamaño grande y porte erguido.
Época de inicio de brotación a partir del 20 de abril y de floración a partir de 19 de mayo.
Las hojas tienen una longitud del limbo de tamaño largo, con la máxima anchura del limbo media. Longitud de las estípulas es media y la máxima anchura de las estípulas es media. Denticulación del borde del limbo es serrado, con la forma del ápice del limbo cuspidado y la forma de la base del limbo es obtuso. Con subestípulas presentes.
Sus flores tienen una longitud de los pétalos larga, anchura de los pétalos es media, disposición de los pétalos libres entre sí, con una longitud del pedúnculo larga.
La variedad de manzana 'Sangre de Toro' tiene un fruto de tamaño medio, de forma plana-globosa, de color rojo, con chapa completa, e intensidad fuerte. Epidermis de textura desigual con pruina en su superficie, y con presencia de cera débil. Sensibilidad al "russeting" (pardeamiento áspero superficial que presentan algunas variedades) muy poco sensible. Con lenticelas de tamaño pequeño.
Los sépalos están dispuestos de forma completamente replegados, y libres en su base; su fosa calicina es muy profunda de una anchura ancha. Pedúnculo de grosor grueso y de longitud corto, siendo la cavidad peduncular de una profundidad media y de anchura ancha. Con pulpa de color ligeramente rosado, de firmeza es intermedia y textura intermedia; su jugosidad es intermedia con sabor de acidez baja, dulzor medio-bajo y aromática.
Época de maduración y recolección a partir del 15 de octubre. 'Sangre de Toro' es una manzana de uso mixto que se utiliza como manzana de mesa y en la producción de sidra.

## Susceptibilidades
- Oidio: ataque débil
- Moteado: ataque débil
- Raíces aéreas: no presenta
- Momificado: ataque débil
- Pulgón lanígero: ataque débil
- Pulgón verde: ataque débil
- Araña roja: no presenta
- Chancro del manzano: no presenta[3]